# Vale River
Der Vale River ist ein Fluss im Nordwesten des australischen Bundesstaates Tasmanien.

## Verlauf
Der etwas mehr als elf Kilometer lange Vale River entspringt in der Black Bluff Range nördlich des Cradle-Mountain-Lake-St.-Clair-Nationalparks und fließt nach Südwesten, vorbei am Mount Beecroft. In der Reynolds Falls Nature Recreation Area mündet er in den Mackintosh Creek.